# 프리츠 클링겐베르크
프리츠 파울 하인리히 오토 클링겐베르크(독일어: Fritz Paul Heinrich Otto Klingenberg, 1912년 12월 17일 ~ 1945년 3월 23일)는 독일 무장친위대의 장교로, 제2SS기갑사단 다스 라이히에서 복무했고 제17SS기갑척탄병사단 괴츠 폰 베를리힝겐의 사령관이었다. 그는 유고슬라비아의 수도 베오그라드를 점령하는데 공을 세운 것으로 가장 잘 알려져 있었고, 그로 인해 기사십자 철십자장을 받았다.
1941년 4월, 독일 육군은 유고슬라비아를 침공했고, 그 후 그리스를 침공했다. 제2SS기갑사단 다스 라이히의 중대장이었던 클링겐베르크는 4월 13일 그의 부대를 이끌고 수도 베오그라드로 갔으며, 그곳에서 선봉에 있던 소집단이 도시의 항복을 받아냈다. 며칠 후 유고슬라비아는 항복했다.

## 베오그라드 점령
1941년 초 클링겐베르크는 유고슬라비아 침공에 SS 부대와 함께 참전했다. 목표는 유고슬라비아로 빠르게 진군하여 그리스를 공격하는 것이었다. 클링겐베르크는 명령에 불복하고, 그의 부대는 독일 본대를 훨씬 앞질러 베오그라드를 정찰하기로 결정했다. 그는 보트를 찾아 강을 건넜다. 그러나 배는 가라앉았고, 그는 단 6명만 남았다. 그 후 클링겐베르크는 술에 취한 독일 관광객을 붙잡고 있는 유고슬라비아 군대와 마주쳤다.
다수의 총격전이 있은 후 유고슬라비아 병사들을 포로로 잡았고, 6명의 독일군은 그렇게 베오그라드 중심부로 가서 독일 국기를 게양했다. 클링겐베르크가 엄포를 놓았고, 시장이 밖으로 나오자 그에게 곧 탄막 사격과 루프트바페의 공격이 있을 것이라고 말했다. 시장과 일부 수비대는 4월 13일 도시를 그들에게 내주었다.
이 때 클링겐베르크의 부하 몇 명이 같은 방식으로 도착하여 보다 많은 병사들이 있는 것처럼 가장하며 그들의 존재를 과시하였다. 독일군은 이미 클링겐베르크가 점령해놓은 도시를 차지하기 위해 수천명의 병사가 희생 될 것으로 예상되는 복잡한 계획을 세웠지만, 그 상황에 어이없이 도착했다. 며칠 후 유고슬라비아는 항복했다. 클링겐베르크는 단 6명의 병사만으로 베오그라드를 점령했다는 공로로 기사십자 철십자장을 수여받았다.

## 미군을 상대로한 유럽 전구
1944년 12월 21일, 프리츠 클링겐베르크는 SS-연대지도자로 진급했고, 2주 후인 1945년 1월 12일, 제17SS기갑척탄병사단 괴츠 폰 베를리힝겐의 사단장으로 임명되었다. 사단은 자르브뤼켄 남동쪽에서 미국 제7군 15군단에 대항할 제13SS군단에 소속되었다. 1945년 3월 23일, 클링겐베르크는 헤르하임 서쪽에서 총격전이 벌어지는 동안 전차 포탄에 맞아 사망했고 프랑스 안딜리 독일 전쟁 묘지에 묻혔다.

### 인용구
1. 1 2 3  Flaherty 2004, 162, 163쪽.
2. 1 2 3  Weale 2012, 297쪽.
3. ↑  By Robert J. Edwards "Tip of the Spear: German Armored Reconnaissance in Action in World War II" p 172
4. ↑  Plowman, Jeffrey "War in the Balkans: The Battle for Greece and Crete 1940-1941" p 24
5. ↑  “Invasion of Yugoslavia: Waffen SS Captain Fritz Klingenberg and the Capture of Belgrade During World War II”. 《www.historynet.com》.
6. ↑  “Invasion of Yugoslavia: Waffen SS Captain Fritz Klingenberg and the Capture of Belgrade During World War II - HistoryNet”. 《www.historynet.com》.
7. ↑  Günther 1991, 168쪽.

### 참고 문헌
- Flaherty, T. H. (2004) [1988]. 《The Third Reich: The SS》. Time-Life. ISBN 1-84447-073-3.
- Günther, Helmut (1991). 《Die Sturmflut und das Ende – Band 3, Mit dem Rücken zur Wand – Geschichte der 17.SS-Panzergrenadierdivision "Götz von Berlichingen"》. Schild Verlag. ISBN 3-88014-103-7.
- Patzwall, Klaus D.; Scherzer, Veit (2001). 《Das Deutsche Kreuz 1941 – 1945 Geschichte und Inhaber Band II》 [The German Cross 1941 – 1945 History and Recipients Volume 2] (독일어). Norderstedt, Germany: Verlag Klaus D. Patzwall. ISBN 978-3-931533-45-8.
- Scherzer, Veit (2007). 《Die Ritterkreuzträger 1939–1945 Die Inhaber des Ritterkreuzes des Eisernen Kreuzes 1939 von Heer, Luftwaffe, Kriegsmarine, Waffen-SS, Volkssturm sowie mit Deutschland verbündeter Streitkräfte nach den Unterlagen des Bundesarchives》 [The Knight's Cross Bearers 1939–1945 The Holders of the Knight's Cross of the Iron Cross 1939 by Army, Air Force, Navy, Waffen-SS, Volkssturm and Allied Forces with Germany According to the Documents of the Federal Archives] (독일어). Jena, Germany: Scherzers Militaer-Verlag. ISBN 978-3-938845-17-2.
- Weale, Adrian (2012). 《Army of Evil: A History of the SS》. New York: Caliber Printing. ISBN 978-0-451-23791-0.